# Estados postsoviéticos

Localización geográfica de las antiguas repúblicas soviéticas.

Los Estados postsoviéticos son las antiguas repúblicas que conformaban la Unión Soviética y que tras la disolución de esta el 25 de diciembre de 1991 pasaron a ser países independientes.
La antigua unión se dividió en quince nuevos países independientes. Algunos de ellos habían sido fundadores de la Unión Soviética mediante la firma del Tratado de Creación de la URSS el 30 de diciembre de 1922, la cual supuso la fusión de la RSFS de Rusia (actual Rusia), la RSFS de Transcaucasia (actuales Armenia, Azerbaiyán y Georgia), la RSS de Bielorrusia (actual Bielorrusia) y la RSS de Ucrania (actual Ucrania).
Cada uno de estos países tiene su propia cultura y lengua, aunque se conservan lazos culturales entre los países independizados, entre otros el uso del ruso como lengua vehicular (sin embargo, Letonia requiere que sus habitantes aprueben un examen en letón para poder adquirir los derechos de la ciudadanía de la Unión Europea y en Bielorrusia se usa el ruso en casi todos los asuntos oficiales). 
Algunas de esas nuevas repúblicas forman parte de la Comunidad de Estados Independientes.

## Categorización
| Rusia Cáucaso Europa Oriental | Asia Central Países bálticos |

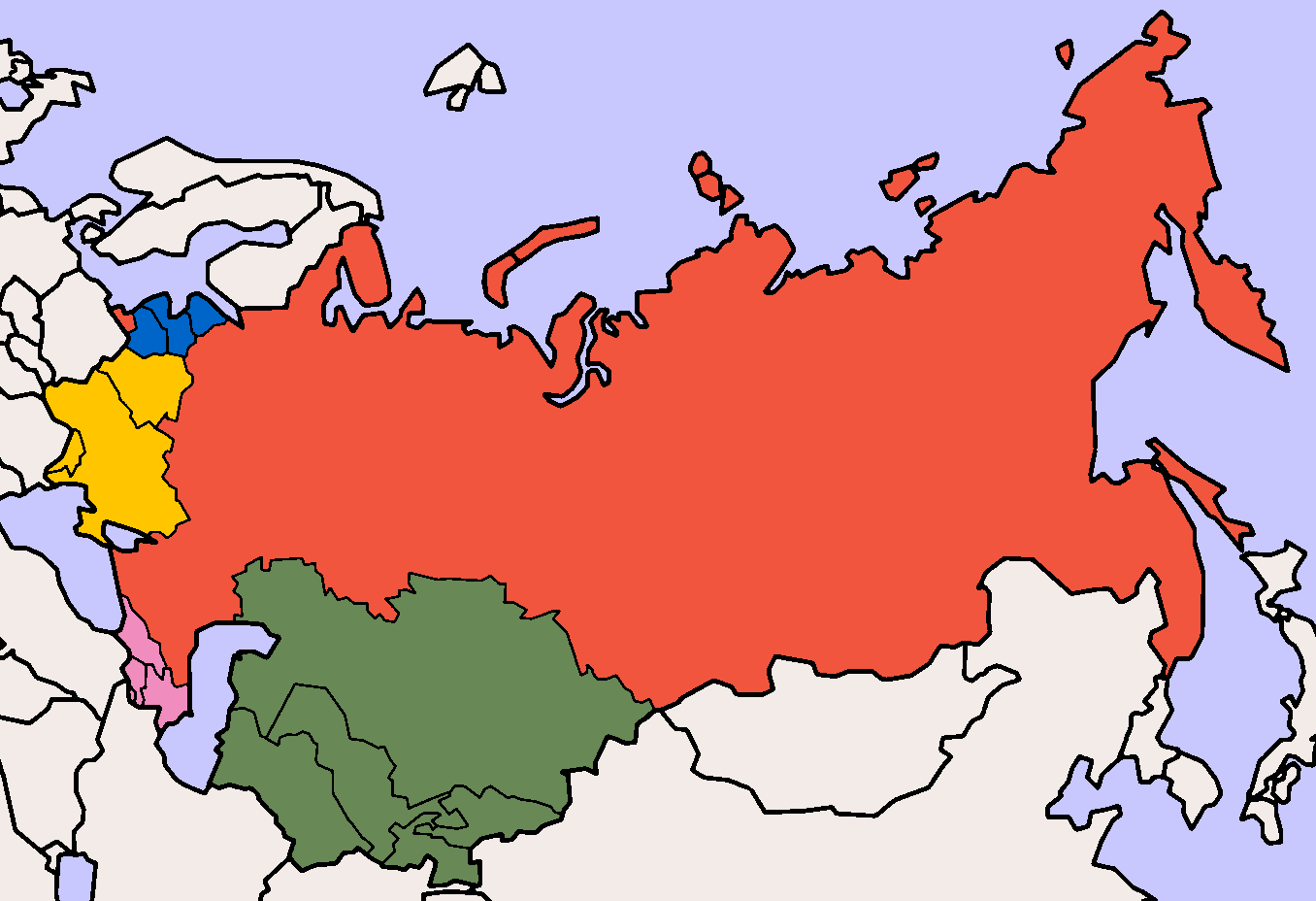
Agrupación de las distintas antiguas repúblicas soviéticas:
Rusia
Cáucaso
Europa Oriental
Asia Central
Países bálticos

Mapa de la URSS con las 15 repúblicas existentes en 1991.

Los Estados postsoviéticos suelen clasificarse en los siguientes cinco grupos:
- Rusia:
  -  Rusia.

- Cáucaso:
  -  Armenia.
  -  Azerbaiyán.
  -  Georgia.

- Europa Oriental:
  -  Bielorrusia.
  -  Moldavia.
  -  Ucrania.

- Asia Central:
  -  Kazajistán.
  -  Kirguistán.
  -  Tayikistán.
  -  Turkmenistán.
  -  Uzbekistán.

- Países bálticos:
  -  Estonia.
  -  Letonia.
  -  Lituania.

Cada región tiene características culturales, geográficas y políticas en común y también factores en su relación con la historia de Rusia, la Unión Soviética y la Unión Europea.